# CZ Андромеды
CZ Андромеды (лат. CZ Andromedae) — двойная затменная переменная звезда типа Алголя (EA) в созвездии Андромеды на расстоянии приблизительно 6247 световых лет (около 1915 парсеков) от Солнца. Видимая звёздная величина звезды — от +13m до +12,4m. Орбитальный период — около 2,7172 суток.

## Характеристики
Первый компонент — белая звезда спектрального класса A6, или A5V. Масса — около 2,42 солнечных, радиус — около 1,76 солнечного, светимость — около 9,87 солнечных. Эффективная температура — около 7750 K.
Второй компонент — белая звезда спектрального класса A7. Масса — около 2,04 солнечных, радиус — около 1,35 солнечного, светимость — около 5,58 солнечных. Эффективная температура — около 7670 K.